# Živí mrtví (komiks)
Živí mrtví, v originále The Walking Dead, je americká černobílá komiksová série napsaná Robertem Kirkmanem a původně (do čísla 6) kreslená Tony Moorem. od čísla 7 je kreslířem Charlie Adlard. Děj sleduje cesty Ricka Grimese, jeho rodiny a dalších přeživších zombie apokalypsy. V USA komiks vydalo nakladatelství Image Comics. Komiks byl vydáván jednou měsíčně od roku 2003 do roku 2019. Celá série činí 193 čísel, která byla souborně vydána v 32 knihách.
Komiks byl v letech 2007 a 2010 oceněn cenou Eisner Award za nejlepší komiksovou sérii. Televizní stanice AMC ho adaptovala do úspěšného seriálu, který běžel od roku 2010 do 2022. Rovněž byla vydána videohra The Walking Dead a spin-off seriály Živí mrtví: Počátek konce (2015-2023), The Walking Dead: World Beyond (2020-2021), Tales of the Walking Dead (2022), The Walking Dead: The Ones Who Live (2024), The Walking Dead: Daryl Dixon (2023 - dosud) a The Walking Dead: Dead City (2023 - dosud).

## O komiksu

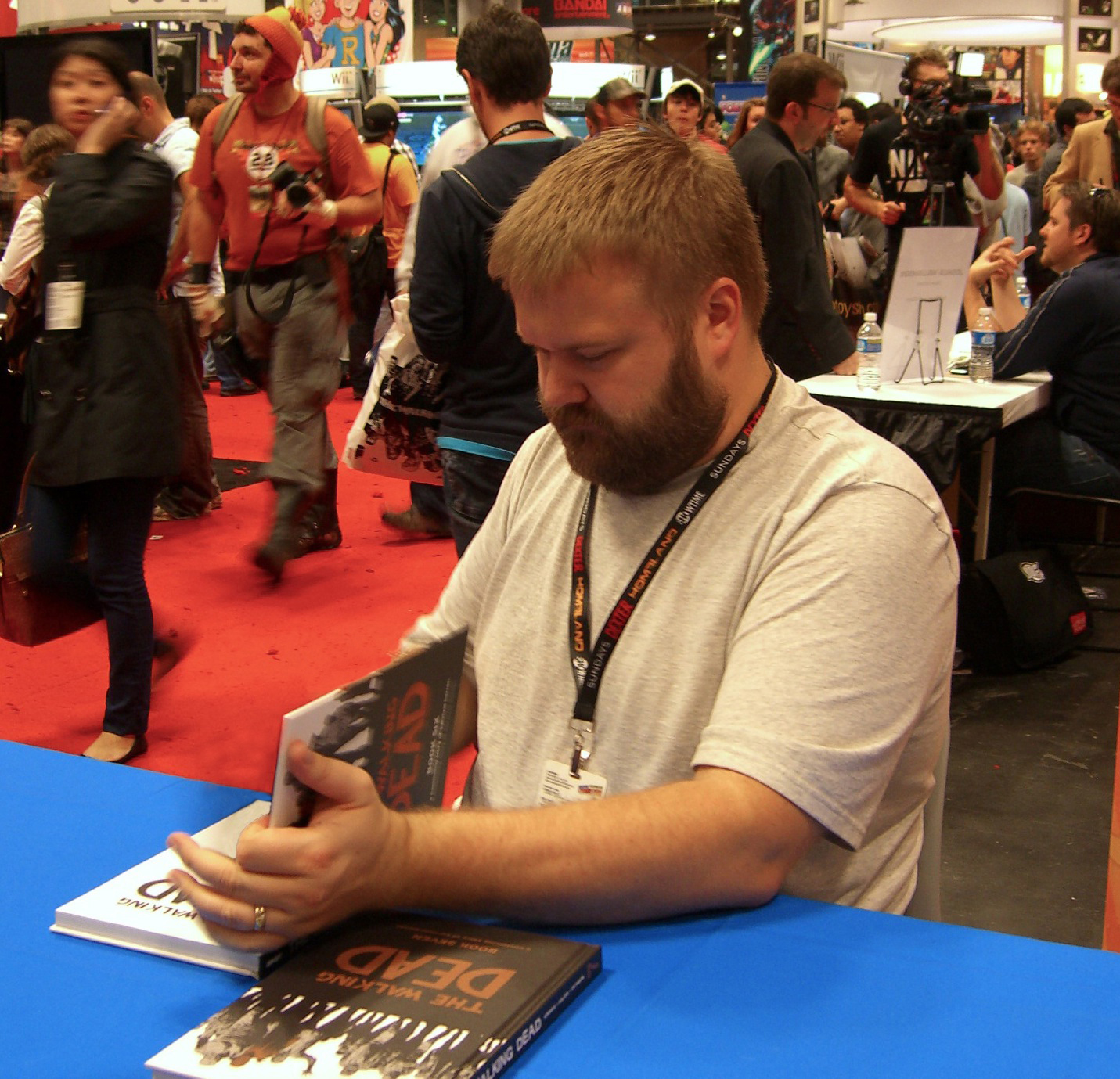
Autor Robert Kirkman v roce 2011.

První díl byl vydán v říjnu roku 2003 v nakladatelství Image Comics. Komiks  vytvořili Robert Kirkman s malířem Tonym Moorem (od 7. dílu byl Moore nahrazen Charliem Adlardem, Moore od 24. dílu začal navrhovat obálky komiksu).
Přes rozpačitý prodej na počátku série (7 000 prodaných kusů za měsíc), se série postupně vypracovala, k čemuž přispěl i úspěšný televizní seriál. Dnes se jedná o jednu z nejdéle vydávaných černobílých komiksových sérií současnosti. Tabulka níže ukazuje nárůst průměrného prodeje jednoho čísla v USA.
| Rok:                  | 2003     | 2005      | 2006      | 2009      | 2011      | 2012      | 2013      | 2015      | 2018      |
| --------------------- | -------- | --------- | --------- | --------- | --------- | --------- | --------- | --------- | --------- |
| Počet prodaných kusů: | 7 000 ks | 15 000 ks | 20 000 ks | 25 000 ks | 30 000 ks | 50 000 ks | 70 000 ks | 69 000 ks | 68 000 ks |

Komiks Živí mrtví byl také přeložen do několika jazyků včetně dánštiny, portugalštiny, španělštiny, srbštiny, švédštiny, polštiny, francouzštiny, japonštiny, ale také slovenštiny a češtiny.

## Postavy

### Grimesovi
- Rick Grimes v číslech 1–192
- Carl Grimes v číslech 2–193
- Lori Grimesová v číslech 2–48
- Judith Grimesová v číslech 39–48
- Andrea Grimesová v čísle 193

### Skupina přeživších
- Andrea v číslech 3–167
- Glenn Rhee v číslech 2–100
- Carol Peletierová v číslech 3–42
- Sophia Peletierová v číslech 3–193
- Maggie Greeneová v číslech 10–193
- Hershel Greene v číslech 10–48
- Otis v číslech 9–30
- Patricia v číslech 10–48
- Michonne v číslech 19–193
- Morgan Jones v číslech 1–83
- Dale Horvath v číslech 3–66
- Tyreese v číslech 7–46
- Rosita Espinosa v číslech 53–144
- Abraham Ford v číslech 53–98
- Eugene Porter v číslech 53–193
- Gabriel Stokes v číslech 61–158
- Paul "Jesus" Monroe v číslech 91–193
- Dwight v číslech 98–186
- Sherry v číslech 115-166
- Jim v číslech 2-6
- Axel v číslech 47-75
- Ezekiel v číslech 108-145
- Billy Greene v číslech 10-48
- Amy v číslech 3-5

### Antagonisté
- Shane Walsh v číslech 1–6
- Guvernér v číslech 27–48
- Penny v číslech 29-43
- Negan v číslech 100–193
- Alpha v číslech 132–156
- Beta v číslech 154-173

## Česká vydání
V České republice vydalo příběhy Živí mrtví nakladatelství CREW.
- 2009 – Živí mrtví 1 – Staré dobré časy, (autoři: Robert Kirkman a Tony Moore: The Walking Dead #1–6, Days Gone Bye, 2003–04)
- 2010 – Živí mrtví 2 – Míle a míle, (autoři: Robert Kirkman a Charlie Adlard: The Walking Dead #7–12, Miles Behind Us, 2004)
- 2011 – Živí mrtví 3 - Bezpečí za mřížemi, (autoři: Kirkman a Adlard: The Walking Dead #13–18, Safety Behind Bars, 2004–05)
- 2011 – Živí mrtví 4 – Touha je slepá, (autoři: Kirkman a Adlard: The Walking Dead #19–24, The Heart's Desire, 2005)
- 2012 – Živí mrtví 5 – Nejlepší obrana, (autoři: Kirkman a Adlard: The Walking Dead #25–30, The Best Defense, 2006)
- 2012 – Živí mrtví 6 – Život plný utrpení, (autoři: Kirkman a Adlard: The Walking Dead #31–36, This Sorrowful Life, 2006–07)
- 2013 – Živí mrtví 7 – Ticho před bouří, (autoři: Kirkman a Adlard: The Walking Dead #37–42, The Calm Before, 2007)
- 2013 – Živí mrtví 8 – Zrozeni k utrpení, (autoři: Kirkman a Adlard: The Walking Dead #43–48, Made To Suffer, 2007–08)
- 2013 – Živí mrtví 9 – Smutek nás pozůstalých, (autoři: Kirkman a Adlard: The Walking Dead #49–54, Here We Remain, 2008)
- 2014 – Živí mrtví 10 – Čím se stáváme, (autoři: Kirkman a Adlard: The Walking Dead #55–60, What We Become, 2009)
- 2014 – Živí mrtví 11 – Střez se lovců, (autoři: Kirkman a Adlard: The Walking Dead #61–66, Fear the Hunters, 2009)
- 2014 – Živí mrtví 12 – Život mezi nimi, (autoři: Kirkman a Adlard: The Walking Dead #67–72, Life Among Them, 2009–10)
- 2015 – Živí mrtví 13 – Těžká cesta zpět, (autoři: Kirkman a Adlard: The Walking Dead #73–78, Too Far Gone, 2010)
- 2015 – Živí mrtví 14 – Není úniku, (autoři: Kirkman a Adlard: The Walking Dead #79–84, No Way Out, 2010–11)
- 2015 – Živí mrtví 15 – Kým chceme být, (autoři: Kirkman a Adlard: The Walking Dead #85–90, We Find Ourselves, 2011)
- 2016 – Živí mrtví 16 – Ten velký svět, (autoři: Kirkman a Adlard: The Walking Dead #91–96, A Larger World, 2011–12)
- 2016 – Živí mrtví 17 – Důvod se bát, (autoři: Kirkman a Adlard: The Walking Dead #97–102, Something To Fear, 2012)
- 2016 – Živí mrtví 18 – Co přijde pak, (autoři: Kirkman a Adlard: The Walking Dead #103–108, What Comes After, 2012–13)
- 2016 – Živí mrtví 19 – Válečné bubny zní, (autoři: Kirkman a Adlard: The Walking Dead #109–114, March To War, 2013)
- 2017 – Živí mrtví 20 – Totální válka, část první, (autoři: Kirkman a Adlard: The Walking Dead #115–120, All Out War (Part One), 2013–14)
- 2017 – Živí mrtví 21 – Totální válka, část druhá, (autoři: Kirkman a Adlard: The Walking Dead #121–126, All Out War (Part Two), 2014)
- 2017 – Živí mrtví 22 – Nový začátek, (autoři: Kirkman a Adlard: The Walking Dead #127–132, A New Beginning, 2014)
- 2017 – Živí mrtví 23 – Šepot a řev, (autoři: Kirkman a Adlard: The Walking Dead #133–138, Whispers Into Screams, 2014–15)
- 2018 – Živí mrtví 24 – Život a smrt, (autoři: Kirkman a Adlard: The Walking Dead #139–144, Life And Death, 2015)
- 2018 – Živí mrtví 25 – Není cesty zpět, (autoři: Kirkman a Adlard: The Walking Dead #145–150, No Turning Back, 2015–16)
- 2018 – Živí mrtví 26 – Volání do zbraně, (autoři: Kirkman a Adlard: The Walking Dead #151–156, Call To Arms, 2016)
- 2018 – Živí mrtví 27 – Válka šeptem, (autoři: Kirkman a Adlard: The Walking Dead #157–162, The Whisperer War, 2016–17)
- 2019 – Živí mrtví 28 – Neodvratný osud, (autoři: Kirkman a Adlard: The Walking Dead #163–168, A Certain Doom, 2017)
- 2019 – Živí mrtví – Teď poznáte Negana, (autoři: Kirkman a Adlard: Image+ #1–16, Here's Negan, 2016–17) - speciál zaměřený na minulost oblíbeného záporáka
- 2019 – Živí mrtví 29 – Jak daleko zajdem, (autoři: Kirkman a Adlard: The Walking Dead #169–174, Lines We Cross, 2017)
- 2019 – Živí mrtví 30 – Nový světový řád, (autoři: Kirkman a Adlard: The Walking Dead #175–180, New World Order, 2018)
- 2020 – Živí mrtví 31 – Skrz naskrz prohnilé, (autoři: Kirkman a Adlard: The Walking Dead #181–186, The Rotten Core, 2018)
- 2020 – Živí mrtví 32 – Odpočívej v pokoji, (autoři: Kirkman a Adlard: The Walking Dead #187–193, Rest in Peace, 2019)

## Seriálová adaptace
Komiks byl adaptován v seriálu americké televizní stanice AMC Živí mrtví. Seriál měl premiéru v říjnu 2010. V Česku měl seriál premiéru v srpnu 2012 na stanici Prima Cool. V roce 2022 byla odvysílána 11. a poslední série. 
V hlavních rolích se představili: Andrew Lincoln (Rick), Jon Bernthal (Shane), Sarah Wayne Calliesová (Lori), Laurie Holdenová (Andrea), Steven Yeun (Glenn), Norman Reedus (Daryl), Lauren Cohanová (Maggie) a David Morrissey (Guvernér).
Seriál se od komiksu často odklání, a to už ve svém základu. 